# Виконавчий офіс Президента США
Виконавчий офіс президента США (англ. Executive Office of the President, EOP) — найбільший відділ бюрократичного апарату, який підпорядковується безпосередньо президенту США і включає його помічників і радників, а також адміністративно-технічний персонал різного рівня. В українських ЗМІ згадується як адміністрація президента США. Виконавчий офіс очолює голова апарату Білого дому. Із 20 січня 2025 року цю посаду обіймає Сьюзі Вайлз.

## Історія

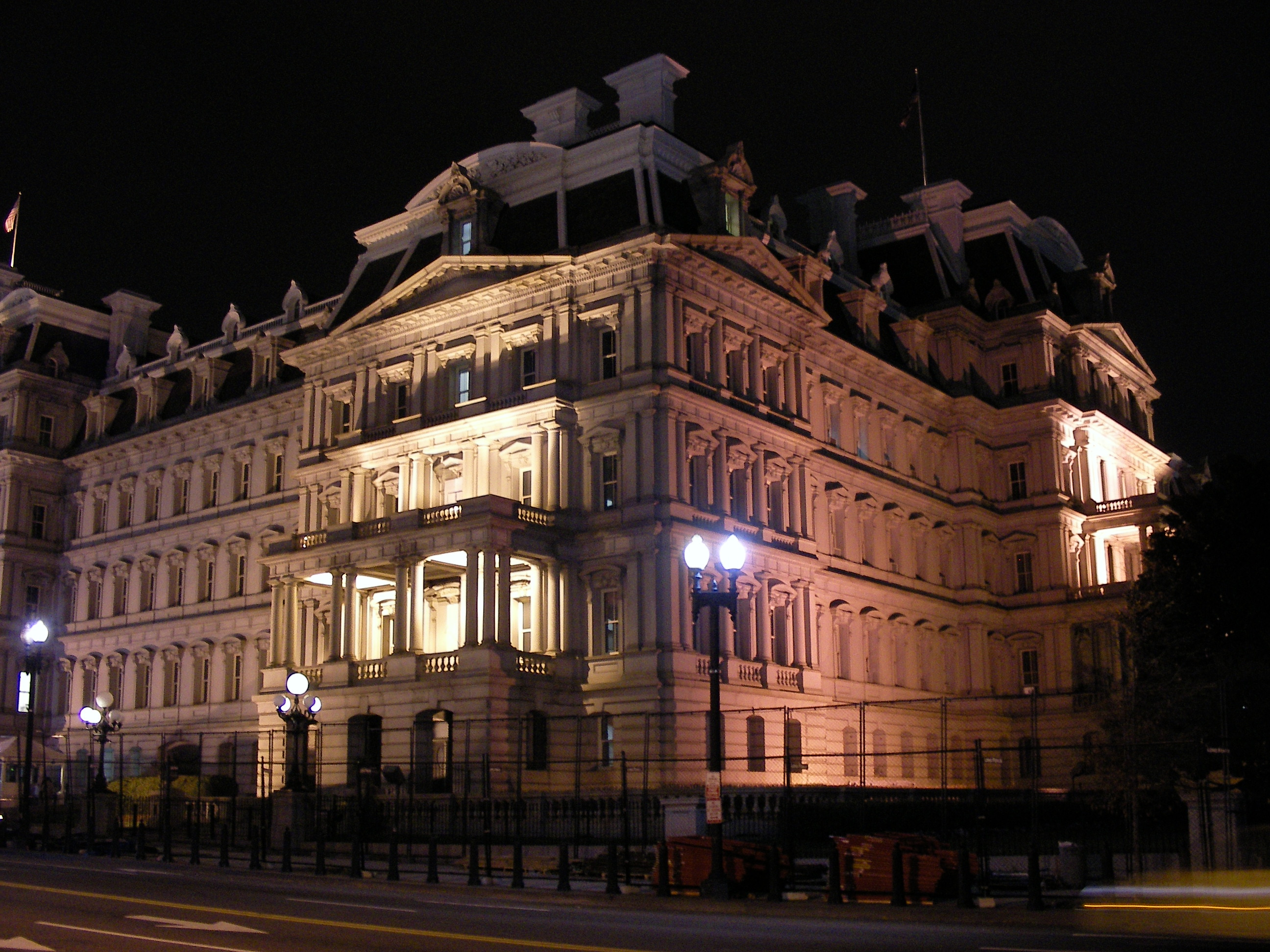
Будівля Виконавчого офісу Президента США

У 1939 році під час другого терміну Франкліна Рузвельта були закладені основи сучасного апарату Білого дому. На основі рекомендацій створеної Комітетом Браунлоу, Рузвельт зміг переконати Конгрес США затвердити Закон про реорганізацію 1939 року. Після прийняття з'явився Виконавчий офіс, підпорядкований безпосередньо президентові. Тоді в його структуру входив Офіс Білого дому і Бюро бюджету, прабатько сьогоднішнього Адміністративно-бюджетного управління, яке було створено в 1921 році і до цього входило в структуру Міністерства фінансів США. Спочатку в тільки створеній структурі збільшення розміру персоналу було досить скромним. Але саме його створення заклало основу для великого і складно структурованого апарату співробітників Білого дому, який з'явиться вже після Рузвельта.
Внесок Рузвельта значний, особливо на тлі його попередників на посаді президента. Томас Джефферсон мав в своєму розпорядженні одного кур'єра і одного секретаря, яким платив зарплату зі своєї кишені. Це тривало до 1857 року, коли Конгрес виділив гроші для найму клерка. Під час президентства Гранта Улісса штат збільшився до трьох. До 1900 року співробітниками Білого дому були: один секретар президента (тоді головний помічник президента), два помічники секретаря, два виконавчих секретарі, стенографістка та сім інших співробітників. За Воррена Гардінга штат виріс до 31 співробітника, хоча більшість з них були конторниками. За президентства Гербера Гувера Конгрес додав два додаткових секретарі президента, одного з яких Гувер зробив своїм прессекретарем.

## Див також
- Список федеральних агенств США[en]